# Eker

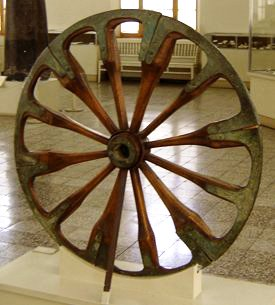
Ekrat hjul från cirka 1300 f.Kr. funnet vid en arkeologisk utgrävning av byggnadskomplexet Tchogha Zanbil, i dagens Iran.

Eker (egentligen ekpinne) är en stav- eller trådformad hjuldel som förbinder navet med fälgen.

## Historia
De äldsta pinnade hjulen som har hittats, har varit nära Uralbergen vid utgrävningar DIF Sintadhta, Petrovka och Krivoe Ozeru. ungefär från 2000 f.Kr.

## Konstruktion
Ekrarna kan antingen konstrueras för att tåla kompressioner eller spänningsvariationer (se dragspänning, samt avsnittet om förspända ekrar nedan). Ekrarna i ett trähjul är konstruerade för att tåla kompression. Ekrarna i ett vanligt cykelhjul är däremot konstruerade för att tåla spänningsvariationer. 

## Förspända ekrar

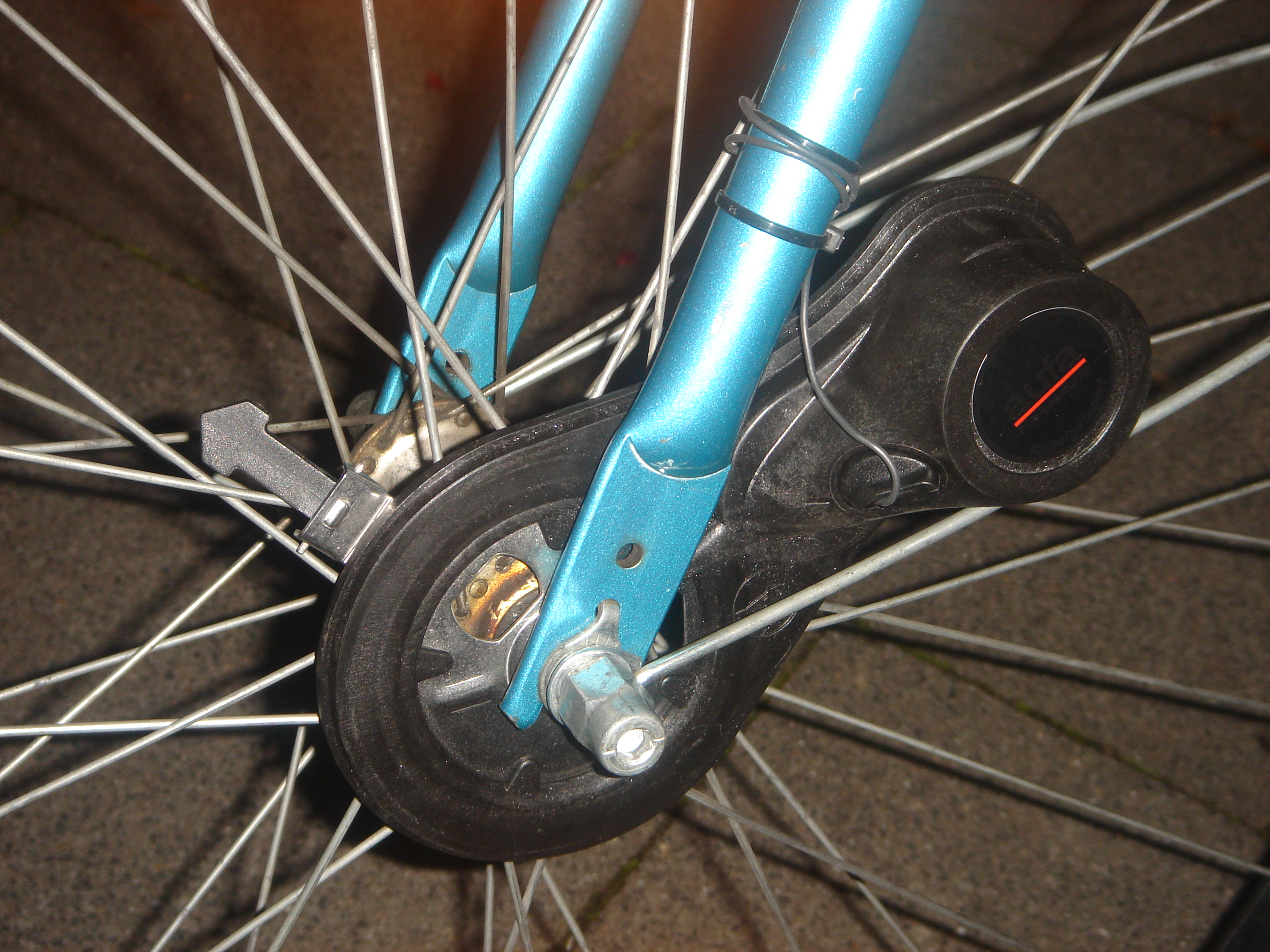
Ekrar i framhjulet på en cykel.

För alla hjultyper som bygger på förspänning, exempelvis vanliga cykelhjul, måste alla ekrarna vara hårt spända för att hjulet över huvud taget skall kunna fungera. För dessa hjultyper beror hjulets styrka i hög grad på den aktuella ekerspänningen. Ju hårdare ekrarna är spända, desto starkare blir hjulet. Det är vanligtvis fälgen som begränsar hur hårt ekrarna kan spännas utan att hjulet kollapsar. I dragprov kan vanliga cykelekrar ofta spännas cirka 3 gånger hårdare än vad de flesta cykelfälgar klarar av. Ekerspänningen kan mätas med en ekertensiometer och brukar anges i enheten newton (N). De flesta cykelfälgar klarar av en ekerspänning på 800–1400 N.

### Konstruktion
En cykeleker är långsmal med en gängad del där ekernippeln skruvas på, och vanligtvis en ekerböj med ett ekerhuvud. Ekernippeln skruvas fast i ett hål på fälgen, och ekerböjen sitter i navets fläns. Ekerhuvudet förhindrar ekern att krypa ur navflänsen.
Då de flesta ekerbrotten brukar ske i böjen (på grund av utmattning efter ett stort antal spänningsvariationer), förekommer ibland raka ekrar utan ekerböj. Det har emellertid visat sig att raka ekrar inte är nämnvärt mer hållbara än konventionella ekrar, och dessutom måste navflänsen konstrueras för ett förvalt ekringsmönster. De raka ekrarna går oftast av vid ekerhuvudet, snarare än vid ekerböjen.

#### Materialval
Moderna förspända ekrar är vanligtvis tillverkade av rostfritt stål, då detta material har visat sig bäst tåla de spänningsändringar som alltid sker när det förspända hjulet roterar under belastning. 

#### Reduceringar
Det finns oreducerade ekrar, som har samma tjocklek över hela sin längd, och reducerade ekrar. De reducerade ekrarna kan delas upp i tre olika varianter:
- Enkelreducerade ekrar, som har en kraftigare ekerböj än resten av ekern.
- Dubbelreducerade ekrar, som har en smalare mittsektion och kraftigare ändar, där ekerböjen och den gängade delen av ekern är lika tjocka.
- Trippelreducerade ekrar, som har en smalare mittsektion och en kraftigare ekerböj än den gängade delen av ekern.

Dubbelreducerade och trippelreducerade ekrar har flera fördelar jämfört med oreducerade ekrar, utöver att hjulet blir lättare. Genom sin tunnare mittsektion kan spänningsminskningen i den kraftpåverkade zonen fördelas på flera ekrar, vilket gör att ekrarnas sammanlagda spänningsvariationer minskas. Detta medför i sin tur att både ekrar och fälg håller betydligt längre.

#### Runda och ovala ekrar
De flesta ekrar är helt runda. På racercyklar förekommer ibland ovala ekrar, vilket påstås minska luftmotståndet. Dessutom underlättas hjulbyggandet av ovala ekrar, då det blir enklare att hitta den förvidningsfria positionen. Det är dock bara mittsektionen som är oval: både ekerböjen och den gängade delen av ekern är fortfarande runda.
Ett specialfall utgörs av platta och breda ekrar. Dessa har egenheten att om navhålen inte är förberedda för dem måste navets ekerhål först filas upp, vilket försvagar navflänsarna. Rätt vridna kan dock platta och breda ekrar ge en viss förbättring av hjulets aerodynamik.

#### Storlek och dimensioner
Ekerlängden är främst beroende av fälgens diameter, navflänsens diameter, antalet ekrar i hjulet, och ekringsmömstret. För att få fram rätt längder på ekrarna är det lämpligt att använda en ekerlängdskalkylator som finns att hitta på internet.
Ekrarnas diameter är i de flesta fall antingen 2,0 eller 1,8 mm. På dubbelreducerade ekrar brukar den smalare mittsektionen vara 0,2–0,5 mm tunnare än ändarna. För enkelreducerade och trippelreducerade ekrar är ekerböjen vanligtvis 2,00–2,34 mm.

#### Gängorna
För att förhindra att påfrestningar koncentreras till nippeln brukar gängorna vara rullade istället för skurna med ett gängsnitt.